# Rokomet na Poletnih olimpijskih igrah 2008
Rokomet na Poletnih olimpijskih igrah 2008. Tekmovanja so potekala za moške in ženske reprezentance.

## Dobitniki medalj
| Kategorija | Zlato | Srebro | Bron |
| Moški      | FrancijaLuc Abalo Joël Abati Cédric Burdet Didier Dinart Jérôme Fernandez Bertrand Gille Guillaume Gille Olivier Girault Michaël Guigou Nikola Karabatić Daouda Karaboué Christophe Kempe Daniel Narcisse Thierry Omeyer Cédric Paty                                           | IslandijaSturla Ásgeirsson Arnór Atlason Logi Geirsson Snorri Guðjónsson Hreiðar Guðmundsson Róbert Gunnarsson Björgvin Páll Gústavsson Ásgeir Örn Hallgrímsson Ingimundur Ingimundarson Sverre Andreas Jakobsson Alexander Petersson Guðjón Valur Sigurðsson Sigfús Sigurðsson Ólafur Stefánsson | ŠpanijaDavid Barrufet Jon Belaustegui David Davis Alberto Entrerríos Raúl Entrerríos Rubén Garabaya Juanín García José Javier Hombrados Demetrio Lozano Cristian Malmagro Carlos Prieto Albert Rocas Iker Romero Víctor Tomás |
| Ženske     | NorveškaRagnhild Aamodt Karoline Dyhre Breivang Marit Malm Frafjord Gro Hammerseng Katrine Lunde Haraldsen Kari Aalvik Grimsbø Kari Mette Johansen Tonje Larsen Kristine Lunde Else-Marthe Sørlie Lybekk Tonje Nøstvold Katja Nyberg Linn-Kristin Riegelhuth Gøril Snorroeggen | RusijaJekaterina Andrjušina Irina Bliznova Jelena Dimitrijeva Ana Karekeva Jekaterina Marenikova Jelena Polenova Irina Poltoratska Ljudmila Postnova Oksana Romenska Natalija Šipilova Marija Sidorova Ina Suslina Emilija Turej Jana Uskova                                                      | Južna KorejaAn Džung-Hva Bae Min-Hi Čoi Im-Džeong Hong Džeong-Ho Huh Sun-Joung Kim Ča-Joun Kim Nam-Sun Kim O-Na Li Min-Hi Mun Pil-Hi Oh Seong-Ok Oh Jong-Ran Park Čung-Hi Song Hai-Rim                                        |

## Medalje po državah
| Poz    | Država       | Zlato | Srebro | Bron | Skupaj |
| 1      | Francija     | 1     | 0      | 0    | 1      |
| 1      | Norveška     | 1     | 0      | 0    | 1      |
| 3      | Islandija    | 0     | 1      | 0    | 1      |
| 3      | Rusija       | 0     | 1      | 0    | 1      |
| 5      | Španija      | 0     | 0      | 1    | 1      |
| 5      | Južna Koreja | 0     | 0      | 1    | 1      |
| Skupaj | Skupaj       | 2     | 2      | 2    | 6      |